# Yonex Belgian International Badminton Championships
De Yonex Belgian International Badminton Championships (YonexBI) is een internationaal badmintontoernooi. De Yonex Belgian International wordt georganiseerd door Badminton Vlaanderen. Het toernooi gaat sinds 2009 onafgebroken door in de Sportoase te Leuven. Het internationaal challenge toernooi maakt deel uit van de van Badminton Europe Elite Circuit. De verschillende disciplines die worden aangeboden zijn: Heren enkel, Heren dubbel, Dames enkel, Dames dubbel en Gemengd dubbel. Het prijzengeld bedraagt € 22490,00 verdeeld over de winnaars en finalisten van de verschillende disciplines. 

## Organisatie
De Yonex Belgian International Badminton Championships worden georganiseerd door de werkgroep Yonex BI van Badminton Vlaanderen. Deze werkgroep, onder leiding van toernooidirecteur Stijn Lemmens, bestaat uit vrijwilligers. Het toernooi wordt traditioneel georganiseerd in de tweede week van september in de Sportoase te Leuven. De edities tussen 2005 en 2009 zijn doorgegaan in het sport- en recreatiedomein De Nekker in Mechelen. 

## Sponsors
Sinds 2005 is Yonex (Distri Sport International NV) de naamsponsor van het toernooi. Andere sponsors zijn Badminton Europe, Sport Vlaanderen, de sportdienst van de stad Leuven, arena NV, Coloma plus, Payconiq, SVLS Productions, EuroMillions, Stella Artois, Schelde Sports en sbb accountants. 

## 15e editie
In 2019 viert de Yonex Belgian International haar 15e verjaardag. Hoewel het toernooi reeds in 1958 georganiseerd werd, is er pas sinds 2005 een onafgebroken organisatie. Voor deze vijftienjarige editie werd het toernooi vernieuwd. Zo werd, onder anderen, een nieuw logo ontworpen door Nathalie Rijckoort.

## Winnaars voorbije edities
| Jaar | Mannen enkel             | Vrouwen enkel           | Mannen dubbel                                | Vrouwen dubbel                      | Gemengd dubbel                             |
| ---- | ------------------------ | ----------------------- | -------------------------------------------- | ----------------------------------- | ------------------------------------------ |
| 1958 | Knud Aage Nielsen        | Tonny Holst-Christensen | Hugh Findlay Ronald Lockwood                 | Heather Ward Barbara Carpenter      | Hugh Findlay Heather Ward                  |
| 1959 | geen toernooi            | geen toernooi           | geen toernooi                                | geen toernooi                       | geen toernooi                              |
| 1960 | geen toernooi            | geen toernooi           | geen toernooi                                | geen toernooi                       | geen toernooi                              |
| 1961 | Oon Chong Teik           | Ursula Smith            | Oon Chong Teik Ole Mertz                     | geen dames- en gemengddubbel        | geen dames- en gemengddubbel               |
| 1962 | geen toernooi            | geen toernooi           | geen toernooi                                | geen toernooi                       | geen toernooi                              |
| 1963 | geen toernooi            | geen toernooi           | geen toernooi                                | geen toernooi                       | geen toernooi                              |
| 1964 | geen toernooi            | geen toernooi           | geen toernooi                                | geen toernooi                       | geen toernooi                              |
| 1965 | geen toernooi            | geen toernooi           | geen toernooi                                | geen toernooi                       | geen toernooi                              |
| 1966 | geen toernooi            | geen toernooi           | geen toernooi                                | geen toernooi                       | geen toernooi                              |
| 1967 | geen toernooi            | geen toernooi           | geen toernooi                                | geen toernooi                       | geen toernooi                              |
| 1968 | Lee Kin Tat              | Tonny Pannemans         | Lee Kin Tat Roy Díaz González                | June Jacques Gerda Cairns           | Leo Kountul Tony Pannemans                 |
| 1969 | Sture Johnsson           | Imre Nielsen            | David Horton Elliot Stuart                   | Margaret Boxall Susan Whetnall      | Paul Whetnall Margaret Boxall              |
| 1970 | Punch Gunalan            | Joke van Beusekom       | Punch Gunalan Ng Boon Bee                    | Joke van Beusekom Felice do Nooyer  | Ng Boon Bee Sylvia Ng                      |
| 1971 | Tan Aik Huang            | Tonny Pannemans         | Punch Gunalan Ng Boon Bee                    | Tony Pannemans Lore Hawig           | Clemens Wortel Tony Pannemans              |
| 1972 | Djauhari                 | Joke van Beusekom       | Djauhari Budinan                             | Barbara Lord Dorte Tyghe            | Kenneth Parsons Dorte Tyghe                |
| 1973 | geen toernooi            | geen toernooi           | geen toernooi                                | geen toernooi                       | geen toernooi                              |
| 1974 | William Kerr             | Alena Poboráková        | William Kerr Kenneth Parsons                 | Alena Poboráková Taťána Pravdová    | Kenneth Parsons Alan Parsons               |
| 1975 | Rob Ridder               | Gussie Botes            | John Abrahams Gordon McMillan                | Marjan Luesken Thatcher             | Alan Phillips Marianne van der Walt        |
| 1976 | Karl-Heinz Zwiebler      | Hanke de Kort           | Ray Sharp Ray Rofe                           | Hanke de Kort Marja Ravelli         | Clemens Wortel Hanke de Kort               |
| 1978 | geen toernooi            | geen toernooi           | geen toernooi                                | geen toernooi                       | geen toernooi                              |
| 1979 | Ulrich Rost              | Marjan Ridder           | Rob Ridder Piet Ridder                       | Hanke de Kort Marjan Ridder         | Rob Ridder Marjan Ridder                   |
| 1980 | geen toernooi            | geen toernooi           | geen toernooi                                | geen toernooi                       | geen toernooi                              |
| 1981 | Barry Burns              | Carol Liem              | Ivan Kristanto Frank van Dongen              | Paula Kloet Grace Kakiay            | Bas von Barnau-Sijthoff Jeanette van Driel |
| 1982 | geen toernooi            | geen toernooi           | geen toernooi                                | geen toernooi                       | geen toernooi                              |
| 1984 | Glen Milton              | Wendy Massam            | Peter Buch Niels Hansen                      | Wendy Massam Lisa Chapman           | Rob Ridder Marjan Ridder                   |
| 1985 | Tariq Farooq             | Sally Podger            | Michael Fischedick Mathias Klein             | Sally Podger Lena Staxler           | Tsien Asjoe Jeanette van Driel             |
| 1986 | Steve Baddeley           | Xiao Jie                | He Xiangyang Tang Hai                        | Eline Coene Erica van Dijck         | Billy Gilliland Nora Perry                 |
| 1987 | Morten Frost             | Astrid van der Knaap    | Jens Peter Nierhoff Michael Kjeldsen         | Gillian Gowers Gillian Gilks        | Martin Dew Gillian Gilks                   |
| 1988 | Morten Frost             | Christine Magnusson     | Jens Peter Nierhoff Michael Kjeldsen         | Kim Yun-ja Yoo Sang-hee             | Steen Fladberg Gillian Clark               |
| 1989 | Poul-Erik Høyer Larsen   | Tang Jiuhong            | Zhang Qiang Zhou Jincan                      | Christine Magnusson Maria Bengtsson | Jan Paulsen Gillian Gowers                 |
| 1990 | geen toernooi            | geen toernooi           | geen toernooi                                | geen toernooi                       | geen toernooi                              |
| 2000 | geen toernooi            | geen toernooi           | geen toernooi                                | geen toernooi                       | geen toernooi                              |
| 2001 | Nabil Lasmari            | Hanny Setiani           | Wouter Claes Frédéric Mawet                  | Harriet Johnson Karina Sørensen     | Wouter Claes Karina Sørensen               |
| 2002 | geen toernooi            | geen toernooi           | geen toernooi                                | geen toernooi                       | geen toernooi                              |
| 2003 | geen toernooi            | geen toernooi           | geen toernooi                                | geen toernooi                       | geen toernooi                              |
| 2004 | geen toernooi            | geen toernooi           | geen toernooi                                | geen toernooi                       | geen toernooi                              |
| 2005 | Anders Boesen            | Xu Huaiwen              | Ingo Kindervater Kristof Hopp                | Juliane Schenk Nicole Grether       | Kristof Hopp Birgit Overzier               |
| 2006 | Kasper Ødum              | Petra Overzier          | Imanuel Hirschfeld Imam Sodikin              | Marina Yakusheva Elena Shimko       | Vitalij Durkin Valeria Sorokina            |
| 2007 | Marc Zwiebler            | Larisa Griga            | Kristof Hopp Ingo Kindervater                | Natalie Munt Joanne Nicholas        | Chris Langridge Joanne Nicholas            |
| 2008 | Kenichi Tago             | Juliane Schenk          | Andrew Bowman Martyn Lewis                   | Valeria Sorokina Nina Vislova       | Vitalij Durkin Nina Vislova                |
| 2009 | Marc Zwiebler            | Yao Jie                 | Ruud Bosch Koen Ridder                       | Misaki Matsutomo Ayaka Takahashi    | Marcus Ellis Heather Olver                 |
| 2010 | Marc Zwiebler            | Juliane Schenk          | Ingo Kindervater Johannes Schöttler          | Sandra Marinello Birgit Overzier    | Michael Fuchs Birgit Overzier              |
| 2011 | Brice Leverdez           | Olga Konon              | Adam Cwalina Michał Łogosz                   | Shinta Mulia Sari Yao Lei           | Chayut Triyachart Yao Lei                  |
| 2012 | Andre Kurniawan Tedjono  | Sashina Vignes Waran    | Adam Cwalina Koen Ridder                     | Selena Piek Iris Tabeling           | Marcus Ellis Gabrielle White               |
| 2013 | Andre Kurniawan Tedjono  | Febby Angguni           | Anders Skaarup Rasmussen Kim Astrup Sorensen | Imogen Bankier Petya Nedelcheva     | Anders Skaarup Rasmussen Lena Grebak       |
| 2014 | Hans-Kristian Vittinghus | Michelle Li             | Mathias Christiansen David Daugaard          | Eefje Muskens Selena Piek           | Jacco Arends Selena Piek                   |
| 2015 | Anders Antonsen          | Jin Wei Goh             | Manu Attri B. Sumeeth Reddy                  | Maiken Freurgaard Sara Thygesen     | Robert Mateusiak Nadiezda Ziena            |
| 2016 | Lucas Corvee             | Soniia Cheah            | TPE Ching Yao TPE Yang Po Han                | Chloe Birch Lauren Smith            | Ronan Labar Audrey Mittelheiser            |
| 2017 | Kento Momota             | Beatriz Corrales        | Frederik Colberg Rasmus Fladberg             | Selena Piek Cheryl Seinen           | Jacco Arends Selena Piek                   |
| 2018 | Toby Penty               | TPE Lin Ying Chun       | Jacco Arends Ruben Jille                     | Delphine Delrue Lea Palermo         | Jacco Arends Selena Piek                   |
| 2019 | Lakshya Sen              | Line Christophersen     | Ben Lane Sean Vendy                          | Gabriela Stoeva Stefani Stoeva      | Ben Lane Jessica Pugh                      |

## Referentielijst
1. ↑  Programma. YONEX Belgian International 2019. Gearchiveerd op 30 juni 2019. Geraadpleegd op 30 juni 2019.
2. ↑  BadmintonEurope.com. badmintoneurope.com. Geraadpleegd op 30 juni 2019.
3. ↑  Yonex Belgian International Badminton Championships Invitation Form 2019